# أمير الألحان

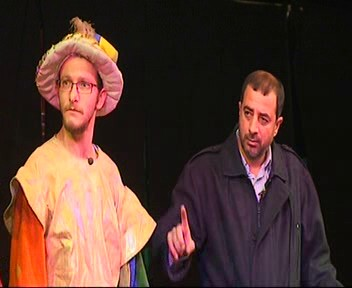
أندريه راكان مسرحية أمير الألحان

أمير الألحان مسرحية سورية كوميدية هادفة للطفل والعائلة، من تأليف وإخراج مهند ورد، وإنتاج شركةنتالي للإنتاج والتوزيع الفني عام2008م وإشراف العام:سوسن شيخ البساتنة

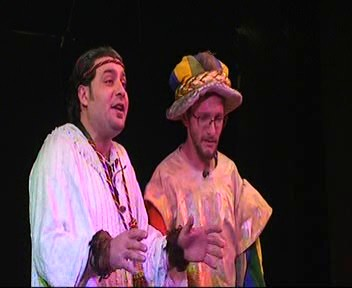
راكان ومهند مسرحية أمير الالحان

## طاقم التمثيل
1. أندريه سكاف
2. مهند ورد
3. ليلى بقدونس
4. راكان تحسين بك
5. ماهر إسماعيل
6. خالد أبو بكر
7. دولت محمد
8. نوار لكود
9. نور الديراني
10. الطفلتين سالي ونتالي

## ملخص فكرة المسرحية وأحداثها
تتحدث المسرحية عن الجد منصور الذي يروي لحفيدته سالي حكاية قبل نومها إلى أن يصل أن لليوم الذي تطالبه حفيدته بحكاية جديدة مختلفة عن حكاياته التي حفظتها عن ظهر قلب، ليقف الجد عاجزاً عن رواية حكاية جديدة ويقرر أن تقوم حفيدته بتأليف حكاية مستفيدةً من حكاياته التي سمعتها في الليالي الماضية، وما إن تبدأ سالي برواية حكايتها حتى تظهر لنا شخصية الأمير كوكي وصديقه الجني ليختلط الواقع بالخيال وتصبح الأحداث متداخلة لنفهم أن كوكي جاء برفقة صديقه للبحث عن دواء لأمه المريضة في مدينة الحكمة ونكتشف أن صديقه الجني شوبان لديه موهبة رائعة بعزف الألحان على مختلف الآلات الموسيقية التي نتعرف عليها خلال سير أحداث المسرحية، يتوجه الجميع للحكيم أبو الهول علهم يجدوا حلاً ودواء لوالدة الأمير كوكي، ولكن الحكيم أبو الهول هو غول عمره ثلاثة آلاف عام ونائم منذ خمسين عاماً ولم يستطع أحد عبر السنين الخمسين إيقاظه، وبتكاتف الجميع يستطيعون أخيراً إيقاظه بأحد ألحان الجني شوبان لنرى أن الغول لطيف جداً وقد اكتسب الكثير من الخبرة خلال حياته الطويلة ويجد بالنهاية علاجاً لوالدة كوكي المصابة بمرض الحزن والاكتئاب والعلاج هو أغنية يكتب كلماتها الجد منصور ويلحنها الجني شوبان ويغنيها كوكي بعد أن تصمم سالي له رقصة ويدربه الحكيم الغول على الغناء ..

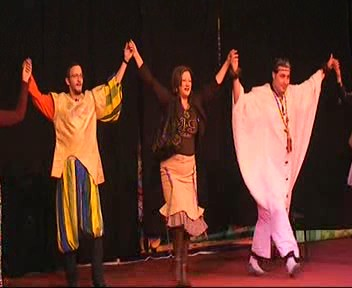
لقطة

تخلص المسرحية للعديد من الأفكار الهادفة منها أن الموسيقى غذاء النفس والروح وتبث الشعور بالراحة والاطمئنان وأن الغول كائن خيالي يمكن تصوره بأنه لطيف وظريف وحكيم. وتحض المسرحية على احترام الأم وعدم الإساءة لها أو جرحها بكلمة أو تصرف. عرضت هذه المسرحية على مسرح القباني وعلى جميع مسارح المراكز الثقافية في مدن ومحافظات الجمهورية العربية السورية، كما شاركت في أهم المهرجانات السورية كمهرجان معرض دمشق الدولي ومهرجان الزهور ومهرجان حماة الثقافي وعرضت في بعض الكنائس وغيرها.